# Vandellia vogelii
Vandellia vogelii är en tvåhjärtbladig växtart som först beskrevs av Sidney Alfred Skan, och fick sitt nu gällande namn av Fischer, Schäferhoff och Müller. Vandellia vogelii ingår i släktet Vandellia och familjen Linderniaceae. Inga underarter finns listade i Catalogue of Life.